# Chiesa di San Giovanni Battista in Trenno
La chiesa di San Giovanni Battista in Trenno, già pieve omonima, è un luogo di culto cattolico di Milano, venne costruita tra il 1635 ed il 1657 ma sorge nei pressi di una chiesa costruita prima dell'anno 1017 nell'allora indipendente pieve di Trenno, oggi facente parte del quartiere Trenno del comune di Milano.

## Storia
Esiste documentazione di una chiesa a Trenno in un documento del 1017. Quella chiesa fu la matrice delle pieve di Trenno, centro ecclesiastico e civile. La chiesa era dotata di fonte battesimale.
L'edificio attuale non coincide però con quello menzionato nel documento del 1017. Quest'ultimo sorgeva infatti a poca distanza da quella attuale e oggi non esiste più. 
Evidenza di una chiesa di San Giovanni Battista a Trenno viene dall'elenco delle chiese plebane della diocesi di Milano alla fine del XIII secolo (Liber Notitiae Sanctorum Mediolani).
Nella biblioteca ambrosiana è presente un codice manoscritto del vescovo di Worms (ca. 950) con un elenco di 33 preti e diaconi dell'arcidiocesi di Milano. A Trenno è associato il nome di Lanfranco che è dunque il più antico prete di Trenno di cui si ha conoscenza.
La chiesa attuale venne costruita tra il 1635 ed il 1657 sopra un antico oratorio dedicato sempre al Battista, per ordine dell'arcivescovo Carlo Borromeo e per la generosità del prevosto F. Parravicino e della confraternita del Santissimo Rosario, dall'architetto Aurelio Trezzi a seguito della demolizione della chiesa di Santa Maria della Neve.

## La chiesa e le opere artistiche

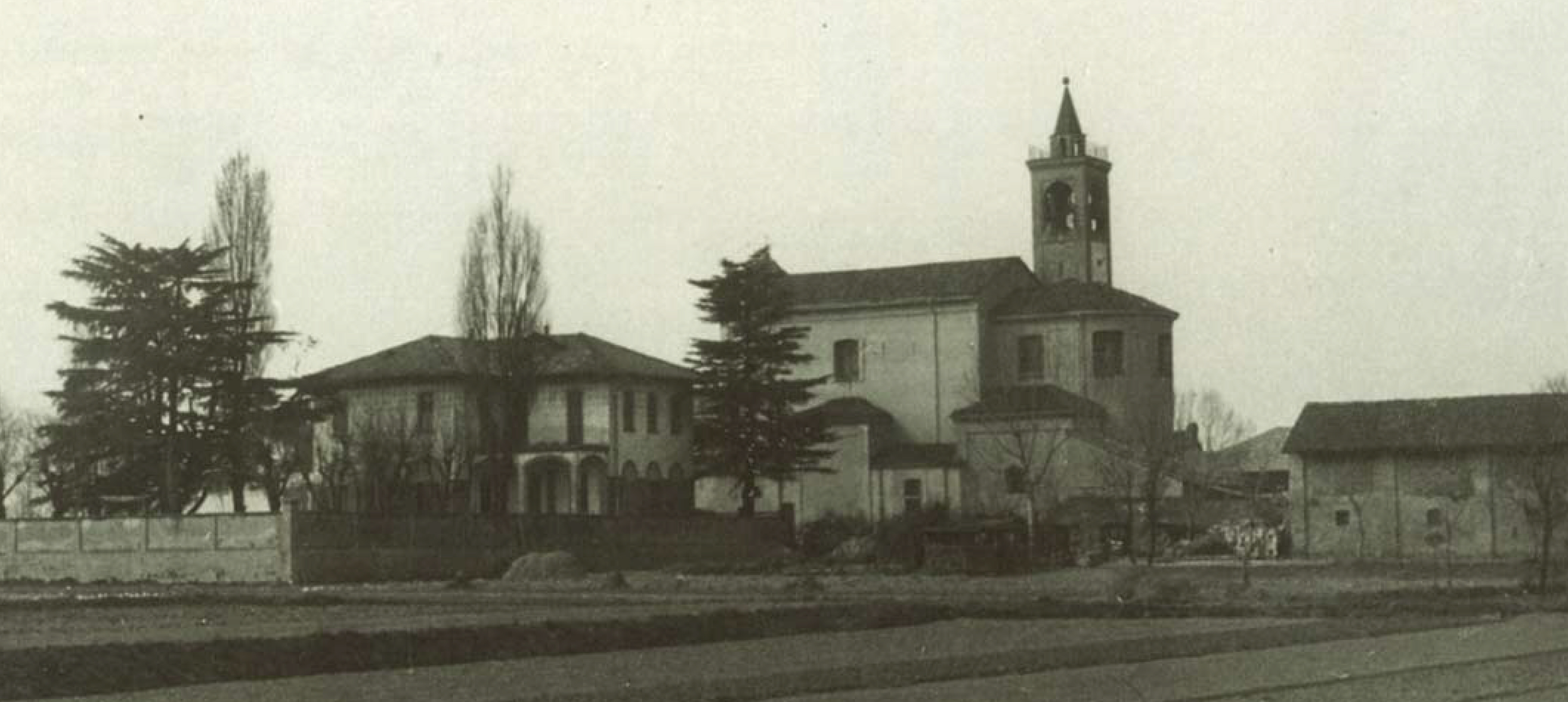
La chiesa a inizio Novecento

Le opere artistiche più significative ospitate dalla chiesa sono la pala d'altare del pittore barocco tedesco Johann Christoph Storer (vissuto a Milano dal 1640 al 1657 e allievo di Ercole Procaccini il Giovane) raffigurante l'Adorazione dei Magi e una tela in prestito dalla pinacoteca di Brera di un maestro del Caravaggio.